# 질라
질라(Zilla)는 1998년 영화 《고질라》에 등장하는 괴수이다. 원래 이름은 고질라(Godzilla)였으나, 이후 고지라 시리즈의 저작권을 갖고 있는 토호에서 God을 빼고 "질라"로 개명시켰다.

## 줄거리
영화《고지라: 파이널워즈》에도 등장해서 원조 고질라와 싸웠다가 방사열선을 맞고 한 방에 죽는다. 고질라와는 달리 방사열선을 쏘지 못하고, 생긴 것도 매우 다르다. 길이 100M, 키 50M로 설정되어 있고, 육식성이여서 물고기를 먹는다.